# 大金就
大 金就（だい きんしゅう、テ・グムチュイ、朝鮮語: 대금취）は、朝鮮氏族の永順太氏の始祖である。渤海国滅亡後、高麗王朝に帰化した靺鞨人。太金就（テ・グムチュイ、朝鮮語: 태금취）とも。

## 人物
都始祖・大仲象（太仲象）の18世孫である。1253年、武臣政権の末期のモンゴルの高麗侵攻の際に、大金就は校尉の官職で、牛峯別抄30余人を率い、金郊・興義両駅間においてモンゴル帝国軍と交戦している。1259年、開城に侵攻したモンゴル帝国軍を撃退している。以上から、大金就は、文臣より劣る武臣の地位であり、しかも武臣のなかでも比較的低位であることがわかる。
大金就の率いた牛峯別抄は、牛峯県で組織された編成軍であり、牛峯県所在の大氏の一員として、大金就が指導にあたったと推測される。